# Tilburg Reeshof vasútállomás
Tilburg Reeshof vasútállomás vasútállomás Hollandiában, Tilburg városában.

## Vasútvonalak
Az állomást az alábbi vasútvonalak érintik:
- Breda–Eindhoven-vasútvonal

## Kapcsolódó állomások
A vasútállomáshoz az alábbi állomások vannak a legközelebb:
- Tilburg Universiteit vasútállomás
- Gilze-Rijen vasútállomás